# Ideopsis stresemanni
Ideopsis stresemanni är en fjärilsart som beskrevs av Rothschild 1915. Ideopsis stresemanni ingår i släktet Ideopsis och familjen praktfjärilar. Inga underarter finns listade i Catalogue of Life.